# Lucia Bronzetti

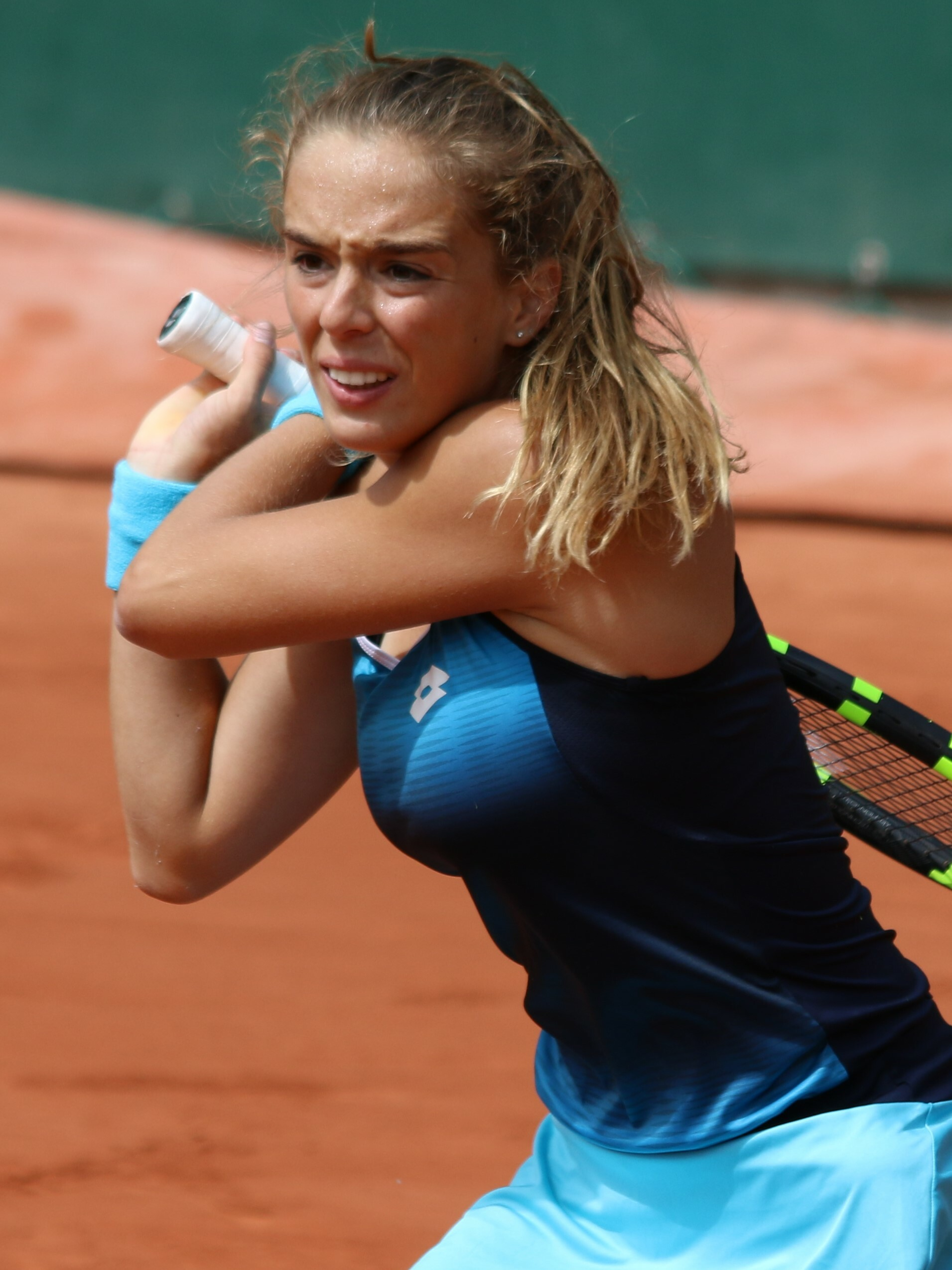
Roland Garros 2022

Lucia Bronzetti (Rimini, 10 december 1998) is een tennisspeelster uit Italië. Zij begon op tienjarige leeftijd met het spelen van tennis. Haar favoriete ondergrond is gravel. Zij speelt rechtshandig en heeft een tweehandige backhand. Zij is actief in het internationale tennis sinds 2014.

## Loopbaan
In 2016 won Bronzetti het ITF-toernooi van Sion (Zwitserland), waarmee zij haar eerste titel in het enkelspel veroverde.
In 2018 won zij met haar landgenote Anastasia Grymalska het ITF-dubbelspeltoernooi van Cordenons, haar eerste dubbelspeltitel. Een jaar eerder speelde zij nog als verliezend finaliste met Ljoedmila Samsonova in de finale van Cordenons.
In september 2021 kwam zij binnen op de top 150 van de wereldranglijst.
In 2022 kwalificeerde Bronzetti zich voor het Australian Open, waarmee zij haar grandslamdebuut had – zij bereikte er de tweede ronde. In april trad zij toe tot de top 100 van de wereldranglijst. Zij stond in juli voor het eerst in een WTA-finale, op het toernooi van Palermo – zij verloor van de Roemeense Irina-Camelia Begu.
In januari 2023 haakte zij nipt aan bij de mondiale top 50. In mei veroverde Bronzetti haar eerste WTA-titel, op het toernooi van Rabat, door de Oostenrijkse Julia Grabher te verslaan. In 2024 volgde de tweede op het WTA 125-toernooi van Contrexéville.

### Tennis in teamverband
In de periode 2022–2024 maakte Bronzetti deel uit van het Italiaanse Fed Cup-team – zij vergaarde daar een winst/verlies-balans van 3–2. In 2023 bereikten zij de finale. In 2024 gingen zij met de beker naar huis.

## Posities op deWTA-ranglijst
Positie per einde seizoen:
| jaar | rang enkelspel | rang dubbelspel |
| ---- | -------------- | --------------- |
| 2015 | 1229           | –               |
| 2016 | 718            | 1252            |
| 2017 | 688            | 1074            |
| 2018 | 489            | 640             |
| 2019 | 356            | 533             |
| 2020 | 339            | 596             |
| 2021 | 145            | 396             |
| 2022 | 56             | 585             |
| 2023 | 64             | 891             |
| 2024 | 78             | 278             |

## Resultaten grandslamtoernooien
| Legenda | Legenda                          |
| ------- | -------------------------------- |
| g.t.    | geen toernooi gehouden           |
| l.c.    | lagere categorie                 |
| –       | niet deelgenomen                 |
| G       | uitgeschakeld in de groepsfase   |
| 1R      | uitgeschakeld in de eerste ronde |
| 2R      | uitgeschakeld in de tweede ronde |
| 3R      | uitgeschakeld in de derde ronde  |
| 4R      | uitgeschakeld in de vierde ronde |
| KF      | uitgeschakeld in de kwartfinale  |
| HF      | uitgeschakeld in de halve finale |
| F       | de finale verloren               |
| W       | het toernooi gewonnen            |
| w-v     | winst/verlies-balans             |

### Enkelspel
| toernooi        | 2022 | 2023 | 2024 | 2025 |
| --------------- | ---- | ---- | ---- | ---- |
| Australian Open | 2R   | 1R   | 1R   | 2R   |
| Roland Garros   | 1R   | 1R   | 1R   | 1R   |
| Wimbledon       | 1R   | 1R   | 1R   | 2R   |
| US Open         | 1R   | 3R   | 2R   |      |

### Vrouwendubbelspel
| toernooi        | 2022 | 2023 | 2024 | 2025 |
| --------------- | ---- | ---- | ---- | ---- |
| Australian Open | –    | 1R   | 1R   | 2R   |
| Roland Garros   | 1R   | –    | 1R   | 3R   |
| Wimbledon       | 1R   | 1R   | 1R   | 1R   |
| US Open         | 1R   | 1R   | 1R   |      |

## Palmares
| Legenda                 |
| ----------------------- |
| Grandslamtoernooi       |
| Olympische Spelen       |
| Year-End Championships  |
| Premier Mandatory       |
| Premier Five / WTA 1000 |
| Premier / WTA 500       |
| International / WTA 250 |
| Challenger / WTA 125    |

### WTA-finaleplaatsen enkelspel
| nr.              | finale     | toernooi          | ondergrond    | tegenstandster             | score         |         |
| ---------------- | ---------- | ----------------- | ------------- | -------------------------- | ------------- | ------- |
| gewonnen finales |            |                   |               |                            |               |         |
| 1.               | 2023-05-27 | WTA Rabat         | gravel        | Julia Grabher              | 6-4, 5-7, 7-5 | details |
| 2.               | 2024-07-14 | WTA Contrexéville | gravel        | Mayar Sherif               | 6-4, 6-7, 7-5 | details |
| verloren finales |            |                   |               |                            |               |         |
| 1.               | 2022-07-24 | WTA Palermo       | gravel        | Irina-Camelia Begu         | 2-6, 2-6      | details |
| 2.               | 2022-08-21 | WTA Vancouver     | hardcourt     | Valentini Grammatikopoulou | 2-6, 4-6      | details |
| 3.               | 2023-07-01 | WTA Bad Homburg   | gras          | Kateřina Siniaková         | 2-6, 6-7      | details |
| 4.               | 2025-02-09 | WTA Cluj-Napoca   | hardcourt (i) | Anastasija Potapova        | 6-4, 1-6, 2-6 | details |